# Ірльбах
Ірльбах (нім. Irlbach) — громада в Німеччині, розташована в землі Баварія. Підпорядковується адміністративному округу Нижня Баварія. Входить до складу району Штраубінг-Боген. Складова частина об'єднання громад Штраскірхен.
Площа — 15,83 км2. Населення становить 1136 ос. (станом на 31 грудня 2020).

## Галерея

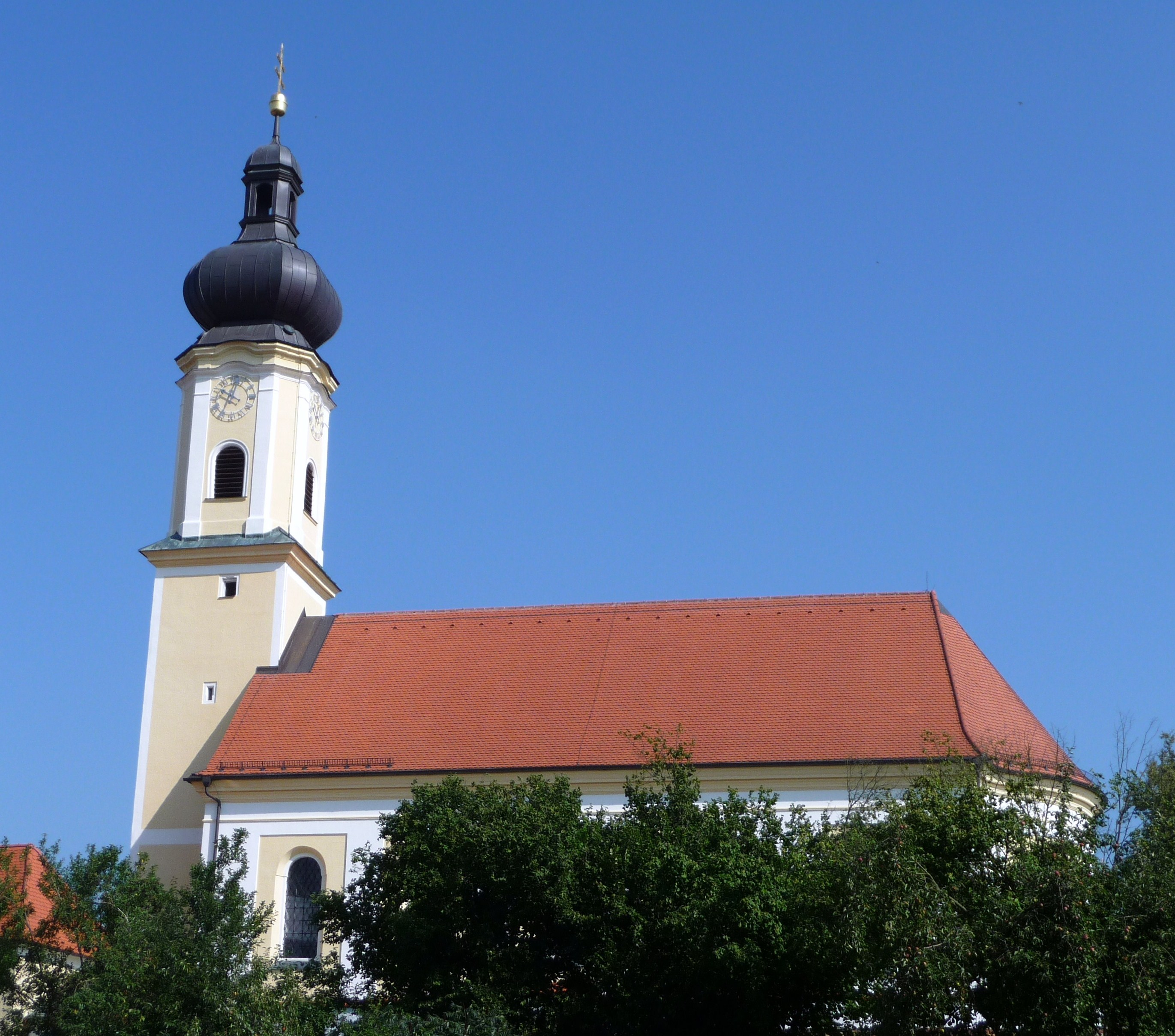